# 지방자치단체합동평가위원회
지방자치단체합동평가위원회는 지방자치단체 합동평가의 효율적 추진을 위하여 설치된 대한민국 행정안전부 소속의 정부위원회이다. 위원회 성격은 심의위원회이다.

## 설치 근거
- 정부업무평가기본법 21조 4항
- 정부업무평가기본법 시행령 17, 18조

## 주요 기능
- 지방자치단체 평가의 실시계획 수립에 관한 사항 심의
- 평가일정 및 평가방법에 관한 사항
- 평가대상과제 선정 및 평가지표에 관한 사항
- 평가결과의 활용에 관한 사항
- 합동평가단의 구성, 운영에 관한 사항

## 위원회 구성
- 위원장 : 행정안전부 장관 (위촉직)
- 위원
  - 당연직(1) : 행정안전부 지방행정국장
  - 위촉직(16) : 학계9명, 연구계3명, 언론계1명, 기타3명